# Traktat z Lyonu
Traktat z Lyonu – umowa między Karolem Emanuelem, księciem Sabaudii a francuskim królem Henrykiem IV. Traktat zawarto 17 stycznia 1601 i kończył on spór między Francją a Sabaudią o Markizat Saluzzo (Margrabstwo Saluzzo). Było ono francuską enklawą na terenie Sabaudii od 1548. Natomiast książę Sabaudii w 1588 zajął te tereny.
Na mocy traktatu Saluzzo znalazło się w rękach sabaudzkich a Francja otrzymała w zamian: Valromey, Bugey, Bresse i Pays de Gex. Dzięki temu Genewa po raz pierwszy znalazła się w sąsiedztwie granicy z Francją.